# U 126 (U-Boot, 1941)
U 126 war ein deutsches U-Boot vom Typ IX C, das im Zweiten Weltkrieg von der deutschen Kriegsmarine eingesetzt wurde. Auf seinen sechs Unternehmungen versenkte es 26 Schiffe mit 125.642 BRT, wobei 220 Menschen starben. Bei seiner Versenkung am 3. Juli 1943 im Nordatlantik durch ein britisches Flugzeug starben alle seine 55 Besatzungsmitglieder.

## Geschichte
Der Auftrag für das Boot wurde am 7. August 1939 an die AG Weser in Bremen vergeben. Die Kiellegung erfolgte am 1. Juni 1940, der Stapellauf am 31. Dezember 1940, die Indienststellung unter Kapitänleutnant Ernst Bauer am 22. März 1941.
Das Boot wurde 2. U-Flottille in Wilhelmshaven als Ausbildungsboot zugeteilt. Bis Juli 1941 unternahm es Ausbildungsfahrten, ehe es dann ab September 1941 bis zu seiner Versenkung am 3. Juli 1943 in der 2. U-Flottille aus Lorient operierte.
Am 1. März 1943 übernahm Oberleutnant zur See Siegfried Kietz das Kommando auf U 126. Der 26-jährige Kietz hatte zuvor auf U 130 als Zweiter Wachoffizier an zwei Unternehmungen teilgenommen.
U 126 lief zu sechs Unternehmungen aus, auf denen 26 Schiffe mit einer Gesamttonnage von 125.642 BRT versenkt und vier Schiffe mit 30.506 BRT beschädigt wurden.

## Einsatzstatistik

### Erste Unternehmung
Das Boot lief am 5. Juli 1941 um 5.00 Uhr von Kiel aus und lief am 6. Juli 1941 um 6.25 Uhr in Kristiansand ein. Es lief am 7. Juli 1941 um 6.27 Uhr wieder dort aus, und am 24. August 1941 in Lorient ein. Auf dieser 29 Tage dauernden und zirka 9.200 sm über und 250 sm unter Wasser langen Unternehmung in den Nordatlantik, sowie zwischen Gibraltar und den Azorischen Inseln, wurden vier Schiffe mit 5.400 BRT versenkt und ein Schiff mit 8.293 BRT beschädigt.
- 20. Juli 1941: Beschädigung des britischen Motorschiffes Canadian Star mit 8.239 BRT. Das Schiff wurde durch Artillerie beschädigt. Es hatte Stückgut geladen und war auf dem Weg von Liverpool nach Auckland. Es wurde am 18. März 1943 von U 221 versenkt.
- 27. Juli 1941: Versenkung des britischen Dampfers Erato (Lage) mit 1.335 BRT. Der Dampfer wurde durch einen Torpedo versenkt. Er hatte 1.200 t Militärgüter sowie 732 t Stückgut geladen und befand sich auf dem Weg von Liverpool nach Porto und Gibraltar. Das Schiff gehörte zum Konvoi OG-69 mit 27 Schiffen. Es gab neun Tote und 27 Überlebende.
- 27. Juli 1941: Versenkung des norwegischen Dampfers Inga I (Lage) mit 1.304 BRT. Der Dampfer wurde durch einen Torpedo versenkt. Er hatte 1.670 t Koks und Kohlen geladen und befand sich auf dem Weg vom Tyne nach Gibraltar. Das Schiff gehörte zum Konvoi OG-69 mit 27 Schiffen. Es gab drei Tote und 16 Überlebende.
- 4. August 1941: Versenkung des britischen Fischdampfers Robert Max (Lage) mit 172 BRT. Der Dampfer wurde durch Artillerie versenkt. Er hatte 200 t Stockfisch geladen und befand sich auf dem Weg nach Lissabon. Es gab keine Verluste, sieben Überlebende.
- 14. August 1941: Versenkung des jugoslawischen Dampfers Sud (Lage) mit 2.589 BRT. Der Dampfer wurde durch einen Torpedo und Artillerie versenkt. Er fuhr in Ballast und war auf dem Weg von Gibraltar nach Halifax. Es gab keine Verluste, 33 Überlebende. Konvoi HG 70.

### Zweite Unternehmung
Das Boot lief am 24. September 1941 um 19.37 Uhr von Lorient aus und lief am 13. Dezember 1941 um 12.27 Uhr wieder dort ein. Auf dieser 78 Tage dauernden und 12.450 sm über und 363,5 sm unter Wasser langen Unternehmung in den Mittelatlantik, der Guinea-Küste, nördlich der Insel Ascension, und dem Südatlantik, wurden drei Schiffe mit 16.870 BRT versenkt, und ein Schiff mit 6.696 BRT so schwer beschädigt, dass es als Totalverlust galt. U 126 wurde am 22. November 1941 von der Atlantis versorgt. Kurz danach wurde die Atlantis angegriffen und von ihrer Besatzung selbstversenkt. U 126 nahm 107 Mann an Bord und schleppte sechs Rettungsboote mit 210 Mann. Sie wurden am 24. November 1941 an das Versorgungsschiff Python abgegeben, wobei das U-Boot gleichzeitig mit Kraftstoff versorgt wurde.
- 10. Oktober 1941: Versenkung des britischen Dampfers Nailsea Manor (Lage) mit 4.926 BRT. Der Dampfer wurde durch einen Torpedo versenkt. Er hatte 6.000 t Militärgüter inklusive 1.000 t Munition sowie das Panzerlandungsboot (Landing Craft Tank) HMS LCT-102 als Decksladung geladen und befand sich auf dem Weg von Newport und Belfast über Freetown nach Sues. Das Schiff war ein Nachzügler des Konvois OS-7 mit 41 Schiffen. Es gab keine Toten, 42 Überlebende.
- 19. Oktober 1941: Versenkung des US-amerikanischen Dampfers Lehigh (Lage) mit 4.983 BRT. Der Dampfer wurde durch einen Torpedo versenkt. Er fuhr in Ballast und war auf dem Weg von Bilbao nach Takoradi. Es gab keine Toten, 44 Überlebende.
- 20. Oktober 1941: Beschädigung des britischen Tankers British Mariner mit 6.996 BRT. Der Tanker wurde durch einen Torpedo beschädigt. Er fuhr in Ballast und war auf dem Weg von Freetown (Sierra Leone) nach Curaçao. Es gab drei Tote und 48 Überlebende. Der Tanker wurde am 22. Oktober 1941 nach Freetown geschleppt, dort wurde es als Hulk genutzt (galt als Totalverlust).
- 13. November 1941: Versenkung des britischen Motorschiffes Peru (Lage) mit 6.961 BRT. Das Schiff wurde durch zwei Torpedos versenkt. Es hatte 3.001 t Roheisen, 4.184 t Erdnüsse sowie 2.082 t Stückgut geladen und befand sich auf dem Weg von Kalkutta über Kapstadt und Freetown (Sierra Leone) nach Großbritannien. Es gab keine Toten, 50 Überlebende.

### Dritte Unternehmung
Das Boot lief am 2. Februar 1942 um 19.00 Uhr von Lorient aus und lief am 29. März 1942 um 10.16 Uhr wieder dort ein. Auf dieser 45 Tage dauernden und zirka 8.300 sm über und 340 sm unter Wasser langen Unternehmung in den Nordatlantik, westlich von Kuba, der Karibik, den Bahamas, sowie vor Florida und dem Westatlantik, wurden sieben Schiffe mit 32.955 BRT versenkt und zwei Schiffe mit 16.016 BRT beschädigt.
- 2. März 1942: Versenkung des norwegischen Dampfers Gunny (Lage) mit 2.362 BRT. Der Dampfer wurde durch einen Torpedo versenkt. Er hatte 3.100 t Manganerz sowie 3.674 t Mahagoniholz geladen und befand sich auf dem Weg von Takoradi (Ghana) über Trinidad nach New York. Es gab 24 Tote und zwölf Überlebende.
- 5. März 1942: Versenkung des US-amerikanischen Dampfers Mariana (Lage) mit 3.110 BRT. Der Dampfer wurde durch einen Torpedo versenkt. Er hatte Zucker geladen und befand sich auf dem Weg von Guánica nach Boston. Es war ein Totalverlust mit 36 Toten. Der Dampfer war bewaffnet mit 1 × 4-Inch-Kanone (10,2 cm), 1 × 3-Inch-Kanone (7,62 cm) und 8 × MK 20 mm.
- 7. März 1942: Versenkung des US-amerikanischen Dampfers Barbara (Lage) mit 4.637 BRT. Der Dampfer wurde durch einen Torpedo versenkt. Er hatte 4.015 t Stückgut sowie 27 Passagiere an Bord und befand sich auf dem Weg von Baltimore nach San Juan. 18 Crewmitglieder und acht Passagiere wurden getötet, 40 Crewmitglieder und 19 Passagiere wurden gerettet.
- 7. März 1942: Versenkung des US-amerikanischen Dampfers Cardonia (Lage) mit 5.104 BRT. Der Dampfer wurde durch einen Torpedo und Artillerie versenkt. Er hatte 81 t Stückgut geladen und befand sich auf dem Weg von Ponce nach Guayabal (Kuba). Es gab einen Toten und 37 Überlebende.
- 8. März 1942: Beschädigung des panamaischen Tankers Esso Bolivar mit 10.389 BRT. Der Tanker wurde durch einen Torpedo und Artillerie beschädigt. Er fuhr in Ballast und war auf dem Weg von New York nach Aruba. Es gab acht Tote und 42 Überlebende. Der Tanker lief in die Guantanamo Bay ein und wurde repariert.
- 9. März 1942: Versenkung des panamaischen Tankers Hanseat mit 8.241 BRT. Der Tanker wurde durch zwei Torpedos und Artillerie versenkt. Er fuhr in Ballast und war auf dem Weg von New York nach Caripito. Es gab keine Verluste, 39 Überlebende.
- 12. März 1942: Versenkung des US-amerikanischen Dampfers Texan (Lage) mit 7.005 BRT. Der Dampfer wurde durch einen Torpedo versenkt. Er hatte 10.915 t Stückgut geladen und befand sich auf dem Weg von New York über Port of Spain und Trinidad nach Rio de Janeiro. Es gab neun Tote und 38 Überlebende.
- 12. März 1942: Versenkung des US-amerikanischen Dampfers Olga (Lage) mit 2.496 BRT. Der Dampfer wurde durch einen Torpedo versenkt. Er fuhr in Ballast und war auf dem Weg von Port Everglades nach Baracoa. Es gab einen Toten und 32 Überlebende.
- 13. März 1942: Beschädigung des US-amerikanischen Dampfers Colabee mit 5.518 BRT. Der Dampfer wurde durch einen Torpedo beschädigt. Er hatte 38.600 Säcke Zucker geladen und befand sich auf dem Weg von Port Tarafa (Kuba) nach Baltimore (USA). Es gab 33 Tote und vier Überlebende. Der Dampfer wurde eingeschleppt und repariert.

### Vierte Unternehmung
Das Boot lief am 25. April 1942 um 20.45 Uhr von Lorient aus und lief am 25. Juli 1942 um 7.40 Uhr wieder dort ein. Auf dieser 91 Tage dauernden und 13.763 sm über und 683 sm unter Wasser langen Unternehmung in den Nordatlantik, der nordbrasilianischen Küste, der Karibik und dem Westatlantik, wurden sieben Schiffe mit 41.803 BRT versenkt und ein Schiff mit 7.104 BRT beschädigt. U 126 wurde am 12. Juli 1942 von U 460 mit 42 m³ Brennstoff versorgt.
- 4. Juni 1942: Versenkung des norwegischen Tankers Høegh Giant (Lage) mit 10.990 BRT. Der Tanker wurde durch drei Torpedos versenkt. Er fuhr in Ballast und war auf dem Weg von Freetown (Sierra Leone) nach Trinidad. Es gab keine Verluste, 39 Überlebende.
- 15. Juni 1942: Versenkung des britischen Segelschiffes Dutch Princess (Lage) mit 125 BRT. Der Segler wurde durch Artillerie versenkt. Er hatte Salz geladen und befand sich auf dem Weg von Anguilla nach Barbados. Es gab keine Verluste, neun Überlebende.
- 16. Juni 1942: Versenkung des US-amerikanischen Dampfers Arkansan (Lage) mit 6.997 BRT. Der Dampfer wurde durch einen Torpedo versenkt. Er hatte 9.000 t Stückgut und Kaffee geladen und befand sich auf dem Weg von Port of Spain (Trinidad) nach New Orleans (USA). Es gab vier Tote und 36 Überlebende.
- 16. Juni 1942: Versenkung des US-amerikanischen Dampfers Kahuku (Lage) mit 6.062 BRT. Der Dampfer wurde durch drei Torpedos und Artillerie versenkt. Er hatte 7.000 t Traktoren und Ersatzteile geladen und befand sich auf dem Weg von New York nach Trinidad. Es gab 17 Tote und 92 Überlebende.
- 27. Juni 1942: Versenkung des norwegischen Tankers Leiv Eiriksson (Lage) mit 9.952 BRT. Der Tanker wurde durch zwei Torpedos versenkt. Er hatte 14.336 t Treiböl geladen und befand sich auf dem Weg von Trinidad nach Gibraltar. Es gab vier Tote und 40 Überlebende.
- 29. Juni 1942: Versenkung des kanadischen Segelschiffes Mona Marie (Lage) mit 126 BRT. Der Segler wurde durch Artillerie und Sprengung versenkt. Er hatte leere Petroleum-Fässer geladen und befand sich auf dem Weg von Bridgetown nach Trinidad. Es gab keine Verluste, acht Überlebende.
- 1. Juli 1942: Versenkung des US-amerikanischen Dampfers Warrior (Lage) mit 7.551 BRT. Der Dampfer wurde durch einen Torpedo versenkt. Er hatte 10.080 t Kriegsgüter geladen und befand sich auf dem Weg von New York nach Bandar Schahpur (Iran). Es gab sieben Tote und 49 Überlebende. Der Dampfer war bewaffnet mit 1 × 4-Inch-Kanone (10,2 cm), 1 × 3-Inch-Kanone (7,62 cm), 4 × MG cal .50 (12,7 mm) und 2 × MG cal .30 (7,62 mm).
- 3. Juli 1942: Beschädigung des US-amerikanischen Tankers Gulfbelle mit 7.104 BRT. Der Tanker wurde durch einen Torpedo beschädigt. Er fuhr in Ballast und war auf dem Weg von Belém nach Aruba. Es gab zehn Tote und 39 Überlebende. Der Tanker wurde bis Juli 1943 in Mobile repariert.

### Fünfte Unternehmung
Das Boot lief am 19. September 1942 um 18.15 Uhr von Lorient aus und lief am 7. Januar 1943 um 11.00 Uhr wieder dort ein. Auf dieser 99 Tage dauernden und 16.993 sm über und 576 sm unter Wasser langen Unternehmung in den Mittelatlantik, der Kongomündung, dem Golf von Guinea und den Kapverdischen Inseln, wurden drei Schiffe mit 14.536 BRT versenkt. U 126 wurde am 9. Dezember 1942 von U 461 mit 90 m² Brennstoff versorgt.
- 1. November 1942: Versenkung des US-amerikanischen Dampfers George Thacher (Lage) mit 7.176 BRT. Der Dampfer wurde durch zwei Torpedos versenkt. Er hatte 4.005 t Kriegsmaterial inklusive Autos, Benzin, Baumaschinen geladen und befand sich auf dem Weg von Charleston über Freetown (Sierra Leone) und Takoradi (Ghana) nach Point Norre (Afrika). Es gab 18 Tote und 48 Überlebende. Der Dampfer war bewaffnet mit 1 × 4-Inch-Kanone (10,2 cm), 1 × 3-Inch-Kanone (7,62 cm) und 4 × MK 20 mm.
- 4. November 1942: Versenkung des britischen Dampfers Oued Grou (Lage) mit 792 BRT. Der Dampfer wurde durch einen Torpedo versenkt. Er fuhr in Ballast und war auf dem Weg von Takoradi (Ghana) und Lagos nach Port Harcourt. Es gab fünf Tote und 34 Überlebende.
- 5. November 1942: Versenkung des britischen Dampfers New Toronto (Lage) mit 6.568 BRT. Der Dampfer wurde durch drei Torpedos versenkt. Er hatte 8.000 t Stückgut inklusive 23 t Wolfram, 12 t Zinn, 45 t Kapok, 240 t Baumwolle, 140 t Palmöl, Post, Grassamen, drei Kisten Gold sowie 29 Viehzüchter an Bord und war auf dem Weg vom Forcados und Lagos (Nigeria) nach Liverpool. Das Schiff gehörte zum Konvoi TS-23 mit sieben Schiffen. Drei Crewmitglieder und ein Viehzüchter wurden getötet, 57 Crewmitglieder und 28 Viehzüchter wurden gerettet.

### Sechste Unternehmung
Das Boot lief am 20. März 1943 von Lorient aus und wurde am 3. Juli 1943 versenkt. Auf dieser 75 Tage dauernden Unternehmung in den Mittelatlantik und vor Freetown (Sierra Leone), wurde ein Schiff mit 7.177 BRT versenkt und ein Schiff mit 6.197 BRT beschädigt. U 126 wurde am 17. Mai 1943 von U 460 mit 70 m³ Brennstoff versorgt.
- 30. Mai 1943: Beschädigung des US-amerikanischen Dampfers Flora MacDonald mit 7.177 BRT durch einen Torpedo. Der Dampfer transportierte 3.750 t Kakao, 2.000 t Mahagoni-Holz, 500 t Gummi sowie 20 t Piassava-Fasern und befand sich auf dem Weg von Marshall (Liberia) nach Freetown (Sierra Leone). Es gab sieben Tote und 63 Überlebende. Das Schiff wurde brennend nach Freetown geschleppt und auf den Strand gesetzt. Dort brannte es noch 16 Tage und wurde zum Totalverlust erklärt. Der Dampfer war bewaffnet mit 1 × 5-Inch-Kanone (12,7 cm) und 9 × MK 20 mm.
- 2. Juni 1943: Beschädigung des britischen Tankers Standella mit 6.197 BRT. Der Tanker wurde durch einen Torpedo beschädigt. Er fuhr in Ballast und war auf dem Weg von Marshall (Liberia) nach Freetown (Sierra Leone). Es gab keine Verluste, 72 Überlebende. Konvoi TS-42.

## Verbleib
U 154, ebenfalls ein U-Boot vom Typ IX C, patrouillierte unter dem Oberleutnant zur See Oskar Kusch seit April 1943 vor der Ostküste Südamerikas. Genau wie Kietz war auch Kusch kein erfahrener Kommandant, sondern auf seiner ersten Unternehmung mit einem Boot, das ebenfalls über eine eingespielte Besatzung verfügte. Kusch hatte Ende Mai 1943 einen Geleitzug angegriffen und dabei einen US-amerikanische Tanker versenkt und zwei weitere Schiffe beschädigt. Am 7. Juni stellte Kusch fest, dass das Metox-Gerät von U 154 nicht mehr zu gebrauchen war. Er wurde angewiesen, auf Heimatkurs zu gehen. Da U 126 Mitte Juni 1943 vor Freetown stark beschädigt worden war, entschied die U-Boot-Führung, dass beide Boote gemeinsam die Rückfahrt nach Frankreich antreten sollten, um sich gegenseitig schützen zu können. U 126 und U 154 trafen sich hierfür Ende Juni 1943 bei den Azoren. Kusch übernahm ein Metox-Gerät von Kietz und die Kommandanten verabredeten, dass ihre Boote im Falle einer Ortung durch gegnerische Streitkräfte getaucht weitermarschieren sollten.
Am 3. Juli 1943 wurde U 126 im Nordatlantik 200 sm (370 km) nordwestlich Kap Ortegal durch die Wellington R der britischen Squadron 172 mit Radar geortet. Der Pilot, Alex Coumbis aus Rhodesien, erfasste das U-Boot mit dem Leigh-light-Suchscheinwerfer und versenkte es mit acht Wasserbomben auf der Position 46° 2′ N, 11° 23′ W im Marine-Planquadrat BF 4744. Alle 55 Besatzungsmitglieder kamen ums Leben. Oberleutnant Kusch hatte den Angriff vom U-Boot-Turm aus beobachtet, aber die Vorgänge missinterpretiert. Seiner Einschätzung nach war der Angriff der Wellington erfolglos und U 126 noch rascher abgetaucht, als sein eigenes Boot. Davon ausgehend, dass Oberleutnant Kietz mit U 126 also rechtzeitig in die Tiefe geflüchtet war und den Angriff überstanden hatte, meldete Kusch der U-Boot-Führung, die Attacke wäre ergebnislos verlaufen. U 154 erreichte ohne weitere Zwischenfälle drei Tage später Lorient.